# Tour of the Alps 2023
Tour of the Alps 2023 – 46. edycja wyścigu kolarskiego Tour of the Alps, która odbyła się w dniach od 17 do 21 kwietnia 2023 na liczącej ponad 752 kilometry trasie biegnącej z miejscowości Rattenberg do miasta Bruneck. Impreza kategorii 2.Pro była częścią UCI ProSeries 2023.

## Etapy
| Etap | Data   | Start – Meta                 | type     | Dystans (km) | Suma wzniesień (m) | Zwycięzca etapu    | Lider              |
| ---- | ------ | ---------------------------- | -------- | ------------ | ------------------ | ------------------ | ------------------ |
| 1    | 17 kwi | Rattenberg – Alpbach         | górzysty | 127,5        | 2573 m             | Tao Geoghegan Hart | Tao Geoghegan Hart |
| 2    | 18 kwi | Reith im Alpbachtal – Ritten | górzysty | 165,2        | 2882 m             | Tao Geoghegan Hart | Tao Geoghegan Hart |
| 3    | 19 kwi | Ritten – Brentonico          | górski   | 162,5        | 2793 m             | Lennard Kämna      | Tao Geoghegan Hart |
| 4    | 20 kwi | Rovereto – Predazzo          | górski   | 152,9        | 4011 m             | Gregor Mühlberger  | Tao Geoghegan Hart |
| 5    | 21 kwi | Cavalese – Bruneck           | górzysty | 144,5        | 2933 m             | Simon Carr         | Tao Geoghegan Hart |

## Drużyny
| WorldTeams (8)- AG2R Citroën Team - Astana Qazaqstan Team - Bahrain Victorious - Bora-Hansgrohe - EF Education-EasyPost - Ineos Grenadiers - Movistar Team - Team DSM ProTeams (9)- Caja Rural-Seguros RGA - Eolo-Kometa - Equipo Kern Pharma - Euskaltel-Euskadi - Green Project-Bardiani CSF-Faizanè - Israel-Premier Tech - Q36.5 Pro Cycling Team - Team Corratec - Uno-X Pro Cycling Team Continental team- Trinity Racing Reprezentacja- Austria |
| |

## Wyniki etapów

### Etap 1
| Rattenberg - Alpbach | górzysty | (127,5 km) |

| \| Klasyfikacja etapu \| Klasyfikacja etapu \| Klasyfikacja etapu \| Klasyfikacja etapu \| Klasyfikacja etapu \| \| Kolarz \| Kolarz \| Państwo \| Drużyna \| Czas \| \| ------------------ \| ------------------ \| ------------------ \| --------------------- \| ------------------ \| \| 1. \| Tao Geoghegan Hart \| Wielka Brytania \| Ineos Grenadiers \| 3h 18' 00" \| \| 2. \| Felix Gall \| Austria \| AG2R Citroën Team \| + 2" \| \| 3. \| Hugh Carthy \| Wielka Brytania \| EF Education-EasyPost \| + 4" \| \| 4. \| Iván Sosa \| Kolumbia \| Movistar Team \| + 6" \| \| 5. \| Aleksandr Własow \| brak \| Bora-Hansgrohe \| + 6" \| \| 6. \| Pawieł Siwakow \| Francja \| Ineos Grenadiers \| + 6" \| \| 7. \| Lorenzo Fortunato \| Włochy \| Eolo-Kometa \| + 10" \| \| 8. \| Lennard Kämna \| Niemcy \| Bora-Hansgrohe \| + 10" \| \| 9. \| Santiago Buitrago \| Kolumbia \| Bahrain Victorious \| + 10" \| \| 10. \| Jack Haig \| Australia \| Bahrain Victorious \| + 14" \| |                    |                 |                       |            |
| |                    |                 |                       |            |
| Źródło: ProCyclingStats |                    |                 |                       |            |
| Klasyfikacja etapu |                    |                 |                       |            |
| Kolarz | Kolarz             | Państwo         | Drużyna               | Czas       |
| 1. | Tao Geoghegan Hart | Wielka Brytania | Ineos Grenadiers      | 3h 18' 00" |
| 2. | Felix Gall         | Austria         | AG2R Citroën Team     | + 2"       |
| 3. | Hugh Carthy        | Wielka Brytania | EF Education-EasyPost | + 4"       |
| 4. | Iván Sosa          | Kolumbia        | Movistar Team         | + 6"       |
| 5. | Aleksandr Własow   | brak            | Bora-Hansgrohe        | + 6"       |
| 6. | Pawieł Siwakow     | Francja         | Ineos Grenadiers      | + 6"       |
| 7. | Lorenzo Fortunato  | Włochy          | Eolo-Kometa           | + 10"      |
| 8. | Lennard Kämna      | Niemcy          | Bora-Hansgrohe        | + 10"      |
| 9. | Santiago Buitrago  | Kolumbia        | Bahrain Victorious    | + 10"      |
| 10. | Jack Haig          | Australia       | Bahrain Victorious    | + 14"      |

| \| Klasyfikacja generalna \| Klasyfikacja generalna \| Klasyfikacja generalna \| Klasyfikacja generalna \| Klasyfikacja generalna \| \| Kolarz \| Kolarz \| Państwo \| Drużyna \| Czas \| \| ---------------------- \| ---------------------- \| ---------------------- \| ---------------------- \| ---------------------- \| \| 1. \| Tao Geoghegan Hart \| Wielka Brytania \| Ineos Grenadiers \| 3h 17' 50" \| \| 2. \| Felix Gall \| Austria \| AG2R Citroën Team \| + 6" \| \| 3. \| Hugh Carthy \| Wielka Brytania \| EF Education-EasyPost \| + 10" \| \| 4. \| Iván Sosa \| Kolumbia \| Movistar Team \| + 16" \| \| 5. \| Aleksandr Własow \| brak \| Bora-Hansgrohe \| + 16" \| \| 6. \| Pawieł Siwakow \| Francja \| Ineos Grenadiers \| + 16" \| \| 7. \| Lorenzo Fortunato \| Włochy \| Eolo-Kometa \| + 20" \| \| 8. \| Lennard Kämna \| Niemcy \| Bora-Hansgrohe \| + 20" \| \| 9. \| Santiago Buitrago \| Kolumbia \| Bahrain Victorious \| + 20" \| \| 10. \| Jack Haig \| Australia \| Bahrain Victorious \| + 24" \| |                    |                 |                       |            |
| |                    |                 |                       |            |
| Źródło: ProCyclingStats |                    |                 |                       |            |
| Klasyfikacja generalna |                    |                 |                       |            |
| Kolarz | Kolarz             | Państwo         | Drużyna               | Czas       |
| 1. | Tao Geoghegan Hart | Wielka Brytania | Ineos Grenadiers      | 3h 17' 50" |
| 2. | Felix Gall         | Austria         | AG2R Citroën Team     | + 6"       |
| 3. | Hugh Carthy        | Wielka Brytania | EF Education-EasyPost | + 10"      |
| 4. | Iván Sosa          | Kolumbia        | Movistar Team         | + 16"      |
| 5. | Aleksandr Własow   | brak            | Bora-Hansgrohe        | + 16"      |
| 6. | Pawieł Siwakow     | Francja         | Ineos Grenadiers      | + 16"      |
| 7. | Lorenzo Fortunato  | Włochy          | Eolo-Kometa           | + 20"      |
| 8. | Lennard Kämna      | Niemcy          | Bora-Hansgrohe        | + 20"      |
| 9. | Santiago Buitrago  | Kolumbia        | Bahrain Victorious    | + 20"      |
| 10. | Jack Haig          | Australia       | Bahrain Victorious    | + 24"      |

### Etap 2
| Reith im Alpbachtal - Ritten | górzysty | (165,2 km) |

| \| Klasyfikacja etapu \| Klasyfikacja etapu \| Klasyfikacja etapu \| Klasyfikacja etapu \| Klasyfikacja etapu \| \| Kolarz \| Kolarz \| Państwo \| Drużyna \| Czas \| \| ------------------ \| -------------------------- \| ------------------ \| --------------------- \| ------------------ \| \| 1. \| Tao Geoghegan Hart \| Wielka Brytania \| Ineos Grenadiers \| 3h 57' 42" \| \| 2. \| Jack Haig \| Australia \| Bahrain Victorious \| + 0" \| \| 3. \| Santiago Buitrago \| Kolumbia \| Bahrain Victorious \| + 2" \| \| 4. \| Pawieł Siwakow \| Francja \| Ineos Grenadiers \| + 2" \| \| 5. \| Lorenzo Fortunato \| Włochy \| Eolo-Kometa \| + 2" \| \| 6. \| Hugh Carthy \| Wielka Brytania \| EF Education-EasyPost \| + 2" \| \| 7. \| Iván Sosa \| Kolumbia \| Movistar Team \| + 2" \| \| 8. \| Jefferson Alexander Cepeda \| Ekwador \| EF Education-EasyPost \| + 2" \| \| 9. \| Aurélien Paret-Peintre \| Francja \| AG2R Citroën Team \| + 29" \| \| 10. \| Lennard Kämna \| Niemcy \| Bora-Hansgrohe \| + 29" \| |                            |                 |                       |            |
| |                            |                 |                       |            |
| Źródło: ProCyclingStats |                            |                 |                       |            |
| Klasyfikacja etapu |                            |                 |                       |            |
| Kolarz | Kolarz                     | Państwo         | Drużyna               | Czas       |
| 1. | Tao Geoghegan Hart         | Wielka Brytania | Ineos Grenadiers      | 3h 57' 42" |
| 2. | Jack Haig                  | Australia       | Bahrain Victorious    | + 0"       |
| 3. | Santiago Buitrago          | Kolumbia        | Bahrain Victorious    | + 2"       |
| 4. | Pawieł Siwakow             | Francja         | Ineos Grenadiers      | + 2"       |
| 5. | Lorenzo Fortunato          | Włochy          | Eolo-Kometa           | + 2"       |
| 6. | Hugh Carthy                | Wielka Brytania | EF Education-EasyPost | + 2"       |
| 7. | Iván Sosa                  | Kolumbia        | Movistar Team         | + 2"       |
| 8. | Jefferson Alexander Cepeda | Ekwador         | EF Education-EasyPost | + 2"       |
| 9. | Aurélien Paret-Peintre     | Francja         | AG2R Citroën Team     | + 29"      |
| 10. | Lennard Kämna              | Niemcy          | Bora-Hansgrohe        | + 29"      |

| \| Klasyfikacja generalna \| Klasyfikacja generalna \| Klasyfikacja generalna \| Klasyfikacja generalna \| Klasyfikacja generalna \| \| Kolarz \| Kolarz \| Państwo \| Drużyna \| Czas \| \| ---------------------- \| -------------------------- \| ---------------------- \| ---------------------- \| ---------------------- \| \| 1. \| Tao Geoghegan Hart \| Wielka Brytania \| Ineos Grenadiers \| 7h 15' 22" \| \| 2. \| Felix Gall \| Austria \| AG2R Citroën Team \| + 16" \| \| 3. \| Hugh Carthy \| Wielka Brytania \| EF Education-EasyPost \| + 22" \| \| 4. \| Pawieł Siwakow \| Francja \| Ineos Grenadiers \| + 28" \| \| 5. \| Iván Sosa \| Kolumbia \| Movistar Team \| + 28" \| \| 6. \| Jack Haig \| Australia \| Bahrain Victorious \| + 28" \| \| 7. \| Santiago Buitrago \| Kolumbia \| Bahrain Victorious \| + 30" \| \| 8. \| Lorenzo Fortunato \| Włochy \| Eolo-Kometa \| + 32" \| \| 9. \| Jefferson Alexander Cepeda \| Ekwador \| EF Education-EasyPost \| + 40" \| \| 10. \| Aleksandr Własow \| brak \| Bora-Hansgrohe \| + 55" \| |                            |                 |                       |            |
| |                            |                 |                       |            |
| Źródło: ProCyclingStats |                            |                 |                       |            |
| Klasyfikacja generalna |                            |                 |                       |            |
| Kolarz | Kolarz                     | Państwo         | Drużyna               | Czas       |
| 1. | Tao Geoghegan Hart         | Wielka Brytania | Ineos Grenadiers      | 7h 15' 22" |
| 2. | Felix Gall                 | Austria         | AG2R Citroën Team     | + 16"      |
| 3. | Hugh Carthy                | Wielka Brytania | EF Education-EasyPost | + 22"      |
| 4. | Pawieł Siwakow             | Francja         | Ineos Grenadiers      | + 28"      |
| 5. | Iván Sosa                  | Kolumbia        | Movistar Team         | + 28"      |
| 6. | Jack Haig                  | Australia       | Bahrain Victorious    | + 28"      |
| 7. | Santiago Buitrago          | Kolumbia        | Bahrain Victorious    | + 30"      |
| 8. | Lorenzo Fortunato          | Włochy          | Eolo-Kometa           | + 32"      |
| 9. | Jefferson Alexander Cepeda | Ekwador         | EF Education-EasyPost | + 40"      |
| 10. | Aleksandr Własow           | brak            | Bora-Hansgrohe        | + 55"      |

### Etap 3
| Ritten - Brentonico | górski | (162,5 km) |

| \| Klasyfikacja etapu \| Klasyfikacja etapu \| Klasyfikacja etapu \| Klasyfikacja etapu \| Klasyfikacja etapu \| \| Kolarz \| Kolarz \| Państwo \| Drużyna \| Czas \| \| ------------------ \| -------------------------- \| ------------------ \| --------------------- \| ------------------ \| \| 1. \| Lennard Kämna \| Niemcy \| Bora-Hansgrohe \| 4h 06' 13" \| \| 2. \| Aleksandr Własow \| brak \| Bora-Hansgrohe \| + 4" \| \| 3. \| Jefferson Alexander Cepeda \| Ekwador \| EF Education-EasyPost \| + 4" \| \| 4. \| Tao Geoghegan Hart \| Wielka Brytania \| Ineos Grenadiers \| + 4" \| \| 5. \| Jack Haig \| Australia \| Bahrain Victorious \| + 4" \| \| 6. \| Hugh Carthy \| Wielka Brytania \| EF Education-EasyPost \| + 4" \| \| 7. \| Lorenzo Fortunato \| Włochy \| Eolo-Kometa \| + 10" \| \| 8. \| Matthew Riccitello \| Stany Zjednoczone \| Israel-Premier Tech \| + 32" \| \| 9. \| Max Poole \| Wielka Brytania \| Team DSM \| + 32" \| \| 10. \| Pawieł Siwakow \| Francja \| Ineos Grenadiers \| + 32" \| |                            |                   |                       |            |
| |                            |                   |                       |            |
| Źródło: ProCyclingStats |                            |                   |                       |            |
| Klasyfikacja etapu |                            |                   |                       |            |
| Kolarz | Kolarz                     | Państwo           | Drużyna               | Czas       |
| 1. | Lennard Kämna              | Niemcy            | Bora-Hansgrohe        | 4h 06' 13" |
| 2. | Aleksandr Własow           | brak              | Bora-Hansgrohe        | + 4"       |
| 3. | Jefferson Alexander Cepeda | Ekwador           | EF Education-EasyPost | + 4"       |
| 4. | Tao Geoghegan Hart         | Wielka Brytania   | Ineos Grenadiers      | + 4"       |
| 5. | Jack Haig                  | Australia         | Bahrain Victorious    | + 4"       |
| 6. | Hugh Carthy                | Wielka Brytania   | EF Education-EasyPost | + 4"       |
| 7. | Lorenzo Fortunato          | Włochy            | Eolo-Kometa           | + 10"      |
| 8. | Matthew Riccitello         | Stany Zjednoczone | Israel-Premier Tech   | + 32"      |
| 9. | Max Poole                  | Wielka Brytania   | Team DSM              | + 32"      |
| 10. | Pawieł Siwakow             | Francja           | Ineos Grenadiers      | + 32"      |

| \| Klasyfikacja generalna \| Klasyfikacja generalna \| Klasyfikacja generalna \| Klasyfikacja generalna \| Klasyfikacja generalna \| \| Kolarz \| Kolarz \| Państwo \| Drużyna \| Czas \| \| ---------------------- \| -------------------------- \| ---------------------- \| ---------------------- \| ---------------------- \| \| 1. \| Tao Geoghegan Hart \| Wielka Brytania \| Ineos Grenadiers \| 11h 21' 39" \| \| 2. \| Hugh Carthy \| Wielka Brytania \| EF Education-EasyPost \| + 22" \| \| 3. \| Jack Haig \| Australia \| Bahrain Victorious \| + 28" \| \| 4. \| Jefferson Alexander Cepeda \| Ekwador \| EF Education-EasyPost \| + 36" \| \| 5. \| Lorenzo Fortunato \| Włochy \| Eolo-Kometa \| + 38" \| \| 6. \| Lennard Kämna \| Niemcy \| Bora-Hansgrohe \| + 45" \| \| 7. \| Aleksandr Własow \| brak \| Bora-Hansgrohe \| + 49" \| \| 8. \| Pawieł Siwakow \| Francja \| Ineos Grenadiers \| + 56" \| \| 9. \| Santiago Buitrago \| Kolumbia \| Bahrain Victorious \| + 58" \| \| 10. \| Felix Gall \| Austria \| AG2R Citroën Team \| + 1' 20" \| |                            |                 |                       |             |
| |                            |                 |                       |             |
| Źródło: ProCyclingStats |                            |                 |                       |             |
| Klasyfikacja generalna |                            |                 |                       |             |
| Kolarz | Kolarz                     | Państwo         | Drużyna               | Czas        |
| 1. | Tao Geoghegan Hart         | Wielka Brytania | Ineos Grenadiers      | 11h 21' 39" |
| 2. | Hugh Carthy                | Wielka Brytania | EF Education-EasyPost | + 22"       |
| 3. | Jack Haig                  | Australia       | Bahrain Victorious    | + 28"       |
| 4. | Jefferson Alexander Cepeda | Ekwador         | EF Education-EasyPost | + 36"       |
| 5. | Lorenzo Fortunato          | Włochy          | Eolo-Kometa           | + 38"       |
| 6. | Lennard Kämna              | Niemcy          | Bora-Hansgrohe        | + 45"       |
| 7. | Aleksandr Własow           | brak            | Bora-Hansgrohe        | + 49"       |
| 8. | Pawieł Siwakow             | Francja         | Ineos Grenadiers      | + 56"       |
| 9. | Santiago Buitrago          | Kolumbia        | Bahrain Victorious    | + 58"       |
| 10. | Felix Gall                 | Austria         | AG2R Citroën Team     | + 1' 20"    |

### Etap 4
| Rovereto - Predazzo | górski | (152,9 km) |

| \| Klasyfikacja etapu \| Klasyfikacja etapu \| Klasyfikacja etapu \| Klasyfikacja etapu \| Klasyfikacja etapu \| \| Kolarz \| Kolarz \| Państwo \| Drużyna \| Czas \| \| ------------------ \| ------------------ \| ------------------ \| ---------------------------------- \| ------------------ \| \| 1. \| Gregor Mühlberger \| Austria \| Movistar Team \| 4h 16' 53" \| \| 2. \| Torstein Træen \| Norwegia \| Uno-X Pro Cycling Team \| + 0" \| \| 3. \| Giulio Pellizzari \| Włochy \| Green Project-Bardiani CSF-Faizanè \| + 0" \| \| 4. \| Patrick Konrad \| Austria \| Bora-Hansgrohe \| + 40" \| \| 5. \| Stefan de Bod \| Południowa Afryka \| EF Education-EasyPost \| + 40" \| \| 6. \| Óscar Rodríguez \| Hiszpania \| Movistar Team \| + 40" \| \| 7. \| Marco Frigo \| Włochy \| Israel-Premier Tech \| + 40" \| \| 8. \| Geoffrey Bouchard \| Francja \| AG2R Citroën Team \| + 40" \| \| 9. \| Mark Donovan \| Wielka Brytania \| Q36.5 Pro Cycling Team \| + 40" \| \| 10. \| Antonio Pedrero \| Hiszpania \| Movistar Team \| + 40" \| |                   |                   |                                    |            |
| |                   |                   |                                    |            |
| Źródło: ProCyclingStats |                   |                   |                                    |            |
| Klasyfikacja etapu |                   |                   |                                    |            |
| Kolarz | Kolarz            | Państwo           | Drużyna                            | Czas       |
| 1. | Gregor Mühlberger | Austria           | Movistar Team                      | 4h 16' 53" |
| 2. | Torstein Træen    | Norwegia          | Uno-X Pro Cycling Team             | + 0"       |
| 3. | Giulio Pellizzari | Włochy            | Green Project-Bardiani CSF-Faizanè | + 0"       |
| 4. | Patrick Konrad    | Austria           | Bora-Hansgrohe                     | + 40"      |
| 5. | Stefan de Bod     | Południowa Afryka | EF Education-EasyPost              | + 40"      |
| 6. | Óscar Rodríguez   | Hiszpania         | Movistar Team                      | + 40"      |
| 7. | Marco Frigo       | Włochy            | Israel-Premier Tech                | + 40"      |
| 8. | Geoffrey Bouchard | Francja           | AG2R Citroën Team                  | + 40"      |
| 9. | Mark Donovan      | Wielka Brytania   | Q36.5 Pro Cycling Team             | + 40"      |
| 10. | Antonio Pedrero   | Hiszpania         | Movistar Team                      | + 40"      |

| \| Klasyfikacja generalna \| Klasyfikacja generalna \| Klasyfikacja generalna \| Klasyfikacja generalna \| Klasyfikacja generalna \| \| Kolarz \| Kolarz \| Państwo \| Drużyna \| Czas \| \| ---------------------- \| -------------------------- \| ---------------------- \| ---------------------- \| ---------------------- \| \| 1. \| Tao Geoghegan Hart \| Wielka Brytania \| Ineos Grenadiers \| 15h 41' 54" \| \| 2. \| Hugh Carthy \| Wielka Brytania \| EF Education-EasyPost \| + 22" \| \| 3. \| Jack Haig \| Australia \| Bahrain Victorious \| + 28" \| \| 4. \| Jefferson Alexander Cepeda \| Ekwador \| EF Education-EasyPost \| + 36" \| \| 5. \| Lorenzo Fortunato \| Włochy \| Eolo-Kometa \| + 38" \| \| 6. \| Lennard Kämna \| Niemcy \| Bora-Hansgrohe \| + 45" \| \| 7. \| Aleksandr Własow \| brak \| Bora-Hansgrohe \| + 49" \| \| 8. \| Pawieł Siwakow \| Francja \| Ineos Grenadiers \| + 56" \| \| 9. \| Santiago Buitrago \| Kolumbia \| Bahrain Victorious \| + 58" \| \| 10. \| Felix Gall \| Austria \| AG2R Citroën Team \| + 1' 20" \| |                            |                 |                       |             |
| |                            |                 |                       |             |
| Źródło: ProCyclingStats |                            |                 |                       |             |
| Klasyfikacja generalna |                            |                 |                       |             |
| Kolarz | Kolarz                     | Państwo         | Drużyna               | Czas        |
| 1. | Tao Geoghegan Hart         | Wielka Brytania | Ineos Grenadiers      | 15h 41' 54" |
| 2. | Hugh Carthy                | Wielka Brytania | EF Education-EasyPost | + 22"       |
| 3. | Jack Haig                  | Australia       | Bahrain Victorious    | + 28"       |
| 4. | Jefferson Alexander Cepeda | Ekwador         | EF Education-EasyPost | + 36"       |
| 5. | Lorenzo Fortunato          | Włochy          | Eolo-Kometa           | + 38"       |
| 6. | Lennard Kämna              | Niemcy          | Bora-Hansgrohe        | + 45"       |
| 7. | Aleksandr Własow           | brak            | Bora-Hansgrohe        | + 49"       |
| 8. | Pawieł Siwakow             | Francja         | Ineos Grenadiers      | + 56"       |
| 9. | Santiago Buitrago          | Kolumbia        | Bahrain Victorious    | + 58"       |
| 10. | Felix Gall                 | Austria         | AG2R Citroën Team     | + 1' 20"    |

### Etap 5
| Cavalese - Bruneck | górzysty | (144,5 km) |

| \| Klasyfikacja etapu \| Klasyfikacja etapu \| Klasyfikacja etapu \| Klasyfikacja etapu \| Klasyfikacja etapu \| \| Kolarz \| Kolarz \| Państwo \| Drużyna \| Czas \| \| ------------------ \| ---------------------- \| ------------------ \| ---------------------------------- \| ------------------ \| \| 1. \| Simon Carr \| Wielka Brytania \| EF Education-EasyPost \| 3h 43' 28" \| \| 2. \| Georg Steinhauser \| Niemcy \| EF Education-EasyPost \| + 53" \| \| 3. \| Matteo Fabbro \| Włochy \| Bora-Hansgrohe \| + 53" \| \| 4. \| Florian Lipowitz \| Niemcy \| Bora-Hansgrohe \| + 55" \| \| 5. \| Johannes Kulset \| Norwegia \| Uno-X DARE Development \| + 1' 21" \| \| 6. \| Luca Covili \| Włochy \| Green Project-Bardiani CSF-Faizanè \| + 2' 09" \| \| 7. \| Geoffrey Bouchard \| Francja \| AG2R Citroën Team \| + 2' 40" \| \| 8. \| Txomin Juaristi \| Hiszpania \| Euskaltel-Euskadi \| + 2' 40" \| \| 9. \| Valentin Paret-Peintre \| Francja \| AG2R Citroën Team \| + 2' 50" \| \| 10. \| Andrea Vendrame \| Włochy \| AG2R Citroën Team \| + 3' 00" \| |                        |                 |                                    |            |
| |                        |                 |                                    |            |
| Źródło: ProCyclingStats |                        |                 |                                    |            |
| Klasyfikacja etapu |                        |                 |                                    |            |
| Kolarz | Kolarz                 | Państwo         | Drużyna                            | Czas       |
| 1. | Simon Carr             | Wielka Brytania | EF Education-EasyPost              | 3h 43' 28" |
| 2. | Georg Steinhauser      | Niemcy          | EF Education-EasyPost              | + 53"      |
| 3. | Matteo Fabbro          | Włochy          | Bora-Hansgrohe                     | + 53"      |
| 4. | Florian Lipowitz       | Niemcy          | Bora-Hansgrohe                     | + 55"      |
| 5. | Johannes Kulset        | Norwegia        | Uno-X DARE Development             | + 1' 21"   |
| 6. | Luca Covili            | Włochy          | Green Project-Bardiani CSF-Faizanè | + 2' 09"   |
| 7. | Geoffrey Bouchard      | Francja         | AG2R Citroën Team                  | + 2' 40"   |
| 8. | Txomin Juaristi        | Hiszpania       | Euskaltel-Euskadi                  | + 2' 40"   |
| 9. | Valentin Paret-Peintre | Francja         | AG2R Citroën Team                  | + 2' 50"   |
| 10. | Andrea Vendrame        | Włochy          | AG2R Citroën Team                  | + 3' 00"   |

## Klasyfikacje

### Klasyfikacja generalna
| \| Klasyfikacja generalna \| Klasyfikacja generalna \| Klasyfikacja generalna \| Klasyfikacja generalna \| Klasyfikacja generalna \| \| Kolarz \| Kolarz \| Państwo \| Drużyna \| Czas \| \| ---------------------- \| -------------------------- \| ---------------------- \| ---------------------- \| ---------------------- \| \| 1. \| Tao Geoghegan Hart \| Wielka Brytania \| Ineos Grenadiers \| 19h 29' 50" \| \| 2. \| Hugh Carthy \| Wielka Brytania \| EF Education-EasyPost \| + 22" \| \| 3. \| Jack Haig \| Australia \| Bahrain Victorious \| + 28" \| \| 4. \| Jefferson Alexander Cepeda \| Ekwador \| EF Education-EasyPost \| + 36" \| \| 5. \| Lorenzo Fortunato \| Włochy \| Eolo-Kometa \| + 38" \| \| 6. \| Lennard Kämna \| Niemcy \| Bora-Hansgrohe \| + 45" \| \| 7. \| Pawieł Siwakow \| Francja \| Ineos Grenadiers \| + 56" \| \| 8. \| Santiago Buitrago \| Kolumbia \| Bahrain Victorious \| + 58" \| \| 9. \| Felix Gall \| Austria \| AG2R Citroën Team \| + 1' 20" \| \| 10. \| Torstein Træen \| Norwegia \| Uno-X Pro Cycling Team \| + 1' 34" \| |                            |                 |                        |             |
| |                            |                 |                        |             |
| Źródło: ProCyclingStats |                            |                 |                        |             |
| Klasyfikacja generalna |                            |                 |                        |             |
| Kolarz | Kolarz                     | Państwo         | Drużyna                | Czas        |
| 1. | Tao Geoghegan Hart         | Wielka Brytania | Ineos Grenadiers       | 19h 29' 50" |
| 2. | Hugh Carthy                | Wielka Brytania | EF Education-EasyPost  | + 22"       |
| 3. | Jack Haig                  | Australia       | Bahrain Victorious     | + 28"       |
| 4. | Jefferson Alexander Cepeda | Ekwador         | EF Education-EasyPost  | + 36"       |
| 5. | Lorenzo Fortunato          | Włochy          | Eolo-Kometa            | + 38"       |
| 6. | Lennard Kämna              | Niemcy          | Bora-Hansgrohe         | + 45"       |
| 7. | Pawieł Siwakow             | Francja         | Ineos Grenadiers       | + 56"       |
| 8. | Santiago Buitrago          | Kolumbia        | Bahrain Victorious     | + 58"       |
| 9. | Felix Gall                 | Austria         | AG2R Citroën Team      | + 1' 20"    |
| 10. | Torstein Træen             | Norwegia        | Uno-X Pro Cycling Team | + 1' 34"    |

| Klasyfikacja górska | Klasyfikacja górska        | Klasyfikacja górska | Klasyfikacja górska                | Klasyfikacja górska |
| Kolarz              | Kolarz                     | Państwo             | Drużyna                            | Punkty              |
| ------------------- | -------------------------- | ------------------- | ---------------------------------- | ------------------- |
| 1.                  | Sergio Samitier            | Hiszpania           | Movistar Team                      | 20 pkt              |
| 2.                  | Jefferson Alexander Cepeda | Ekwador             | EF Education-EasyPost              | 12 pkt              |
| 3.                  | Lennard Kämna              | Niemcy              | Bora-Hansgrohe                     | 10 pkt              |
| 4.                  | Antonio Pedrero            | Hiszpania           | Movistar Team                      | 10 pkt              |
| 5.                  | Óscar Rodríguez            | Hiszpania           | Movistar Team                      | 10 pkt              |
| 6.                  | Simon Carr                 | Wielka Brytania     | EF Education-EasyPost              | 9 pkt               |
| 7.                  | Luca Covili                | Włochy              | Green Project-Bardiani CSF-Faizanè | 8 pkt               |
| 8.                  | Santiago Buitrago          | Kolumbia            | Bahrain Victorious                 | 6 pkt               |
| 9.                  | Giulio Pellizzari          | Włochy              | Green Project-Bardiani CSF-Faizanè | 6 pkt               |
| 10.                 | Jasha Sütterlin            | Niemcy              | Bahrain Victorious                 | 6 pkt               |

| Klasyfikacja górska | Klasyfikacja górska        | Klasyfikacja górska | Klasyfikacja górska                | Klasyfikacja górska |
| Kolarz              | Kolarz                     | Państwo             | Drużyna                            | Punkty              |
| ------------------- | -------------------------- | ------------------- | ---------------------------------- | ------------------- |
| 1.                  | Sergio Samitier            | Hiszpania           | Movistar Team                      | 20 pkt              |
| 2.                  | Jefferson Alexander Cepeda | Ekwador             | EF Education-EasyPost              | 12 pkt              |
| 3.                  | Lennard Kämna              | Niemcy              | Bora-Hansgrohe                     | 10 pkt              |
| 4.                  | Antonio Pedrero            | Hiszpania           | Movistar Team                      | 10 pkt              |
| 5.                  | Óscar Rodríguez            | Hiszpania           | Movistar Team                      | 10 pkt              |
| 6.                  | Simon Carr                 | Wielka Brytania     | EF Education-EasyPost              | 9 pkt               |
| 7.                  | Luca Covili                | Włochy              | Green Project-Bardiani CSF-Faizanè | 8 pkt               |
| 8.                  | Santiago Buitrago          | Kolumbia            | Bahrain Victorious                 | 6 pkt               |
| 9.                  | Giulio Pellizzari          | Włochy              | Green Project-Bardiani CSF-Faizanè | 6 pkt               |
| 10.                 | Jasha Sütterlin            | Niemcy              | Bahrain Victorious                 | 6 pkt               |

| Klasyfikacja sprinterska | Klasyfikacja sprinterska | Klasyfikacja sprinterska | Klasyfikacja sprinterska | Klasyfikacja sprinterska |
| Kolarz                   | Kolarz                   | Państwo                  | Drużyna                  | Punkty                   |
| ------------------------ | ------------------------ | ------------------------ | ------------------------ | ------------------------ |

| Klasyfikacja sprinterska | Klasyfikacja sprinterska | Klasyfikacja sprinterska | Klasyfikacja sprinterska | Klasyfikacja sprinterska |
| Kolarz                   | Kolarz                   | Państwo                  | Drużyna                  | Punkty                   |
| ------------------------ | ------------------------ | ------------------------ | ------------------------ | ------------------------ |

| Klasyfikacja młodzieżowa | Klasyfikacja młodzieżowa | Klasyfikacja młodzieżowa | Klasyfikacja młodzieżowa           | Klasyfikacja młodzieżowa |
| Kolarz                   | Kolarz                   | Państwo                  | Drużyna                            | Czas                     |
| ------------------------ | ------------------------ | ------------------------ | ---------------------------------- | ------------------------ |
| 1.                       | Max Poole                | Wielka Brytania          | Team DSM                           | 19h 31' 36"              |
| 2.                       | Johannes Kulset          | Norwegia                 | Uno-X DARE Development             | + 1' 18"                 |
| 3.                       | Matthew Riccitello       | Stany Zjednoczone        | Israel-Premier Tech                | + 1' 48"                 |
| 4.                       | Finlay Pickering         | Wielka Brytania          | Trinity Racing                     | + 9' 46"                 |
| 5.                       | Georg Steinhauser        | Niemcy                   | EF Education-EasyPost              | + 13' 02"                |
| 6.                       | Edoardo Zambanini        | Włochy                   | Bahrain Victorious                 | + 13' 07"                |
| 7.                       | Giulio Pellizzari        | Włochy                   | Green Project-Bardiani CSF-Faizanè | + 15' 43"                |
| 8.                       | Alex Tolio               | Włochy                   | Green Project-Bardiani CSF-Faizanè | + 21' 53"                |
| 9.                       | Florian Lipowitz         | Niemcy                   | Bora-Hansgrohe                     | + 32' 33"                |
| 10.                      | Valentin Paret-Peintre   | Francja                  | AG2R Citroën Team                  | + 32' 37"                |

| Klasyfikacja młodzieżowa | Klasyfikacja młodzieżowa | Klasyfikacja młodzieżowa | Klasyfikacja młodzieżowa           | Klasyfikacja młodzieżowa |
| Kolarz                   | Kolarz                   | Państwo                  | Drużyna                            | Czas                     |
| ------------------------ | ------------------------ | ------------------------ | ---------------------------------- | ------------------------ |
| 1.                       | Max Poole                | Wielka Brytania          | Team DSM                           | 19h 31' 36"              |
| 2.                       | Johannes Kulset          | Norwegia                 | Uno-X DARE Development             | + 1' 18"                 |
| 3.                       | Matthew Riccitello       | Stany Zjednoczone        | Israel-Premier Tech                | + 1' 48"                 |
| 4.                       | Finlay Pickering         | Wielka Brytania          | Trinity Racing                     | + 9' 46"                 |
| 5.                       | Georg Steinhauser        | Niemcy                   | EF Education-EasyPost              | + 13' 02"                |
| 6.                       | Edoardo Zambanini        | Włochy                   | Bahrain Victorious                 | + 13' 07"                |
| 7.                       | Giulio Pellizzari        | Włochy                   | Green Project-Bardiani CSF-Faizanè | + 15' 43"                |
| 8.                       | Alex Tolio               | Włochy                   | Green Project-Bardiani CSF-Faizanè | + 21' 53"                |
| 9.                       | Florian Lipowitz         | Niemcy                   | Bora-Hansgrohe                     | + 32' 33"                |
| 10.                      | Valentin Paret-Peintre   | Francja                  | AG2R Citroën Team                  | + 32' 37"                |

| Klasyfikacja drużynowa | Klasyfikacja drużynowa             | Klasyfikacja drużynowa | Klasyfikacja drużynowa |
| Drużyna                | Drużyna                            | Państwo                | Czas                   |
| ---------------------- | ---------------------------------- | ---------------------- | ---------------------- |
| 1.                     | Bora-Hansgrohe                     | Niemcy                 | 58h 28' 15"            |
| 2.                     | Ineos Grenadiers                   | Wielka Brytania        | + 6' 00"               |
| 3.                     | EF Education-EasyPost              | Stany Zjednoczone      | + 7' 46"               |
| 4.                     | Bahrain Victorious                 | Bahrajn                | + 9' 50"               |
| 5.                     | AG2R Citroën Team                  | Francja                | + 13' 57"              |
| 6.                     | Israel-Premier Tech                | Izrael                 | + 15' 44"              |
| 7.                     | Movistar Team                      | Hiszpania              | + 20' 34"              |
| 8.                     | Q36.5 Pro Cycling Team             | Szwajcaria             | + 34' 05"              |
| 9.                     | Euskaltel-Euskadi                  | Hiszpania              | + 36' 28"              |
| 10.                    | Green Project-Bardiani CSF-Faizanè | Włochy                 | + 37' 28"              |

| Klasyfikacja drużynowa | Klasyfikacja drużynowa             | Klasyfikacja drużynowa | Klasyfikacja drużynowa |
| Drużyna                | Drużyna                            | Państwo                | Czas                   |
| ---------------------- | ---------------------------------- | ---------------------- | ---------------------- |
| 1.                     | Bora-Hansgrohe                     | Niemcy                 | 58h 28' 15"            |
| 2.                     | Ineos Grenadiers                   | Wielka Brytania        | + 6' 00"               |
| 3.                     | EF Education-EasyPost              | Stany Zjednoczone      | + 7' 46"               |
| 4.                     | Bahrain Victorious                 | Bahrajn                | + 9' 50"               |
| 5.                     | AG2R Citroën Team                  | Francja                | + 13' 57"              |
| 6.                     | Israel-Premier Tech                | Izrael                 | + 15' 44"              |
| 7.                     | Movistar Team                      | Hiszpania              | + 20' 34"              |
| 8.                     | Q36.5 Pro Cycling Team             | Szwajcaria             | + 34' 05"              |
| 9.                     | Euskaltel-Euskadi                  | Hiszpania              | + 36' 28"              |
| 10.                    | Green Project-Bardiani CSF-Faizanè | Włochy                 | + 37' 28"              |

### Liderzy klasyfikacji
| Etap   |          | Pierwsze miejsce _ | Klasyfikacja generalna | Punktowa           | Górska                     | Młodzieżowa | Drużynowa        |
| ------ | -------- | ------------------ | ---------------------- | ------------------ | -------------------------- | ----------- | ---------------- |
| 1      | górzysty | Tao Geoghegan Hart | Tao Geoghegan Hart     | Tao Geoghegan Hart | Jefferson Alexander Cepeda | Max Poole   | Ineos Grenadiers |
| 2      | górzysty | Tao Geoghegan Hart | Tao Geoghegan Hart     | Tao Geoghegan Hart | Santiago Buitrago          | Max Poole   | Ineos Grenadiers |
| 3      | górski   | Lennard Kämna      | Tao Geoghegan Hart     | Tao Geoghegan Hart | Jefferson Alexander Cepeda | Max Poole   | Ineos Grenadiers |
| 4      | górski   | Gregor Mühlberger  | Tao Geoghegan Hart     | Tao Geoghegan Hart | Jefferson Alexander Cepeda | Max Poole   | Ineos Grenadiers |
| 5      | górzysty | Simon Carr         | Tao Geoghegan Hart     | Tao Geoghegan Hart | Sergio Samitier            | Max Poole   | Bora-Hansgrohe   |
| Koniec | Koniec   |                    | Tao Geoghegan Hart     | Tao Geoghegan Hart | Sergio Samitier            | Max Poole   | Bora-Hansgrohe   |